# Tesserodon angulatum
Tesserodon angulatum là một loài bọ cánh cứng trong họ Bọ hung (Scarabaeidae).